# 书坊乡
书坊乡，是中华人民共和国福建省南平市建阳区下辖的一个乡镇级行政单位。

## 行政区划
书坊乡下辖以下地区：
书坊村、水北村、饶坝村、钱塘村、花园岭村、贵溪村、松坑村和罗家堆村。